# Gmina Rząśnia
Gmina Rząśnia je polská vesnická gmina v okrese Pajęczno v Lodžském vojvodství. Sídlem gminy je ves Rząśnia. V roce 2016 zde žilo 4 804 obyvatel.
Gmina má rozlohu 86,12 km² a zabírá 10,71 % rozlohy okresu Pajęczno. Skládá se ze 14 starostenství.

## Starostenství
- Augustów
- Będków
- Biała
- Broszęcin
- Gawłów
- Kodrań
- Krysiaki-Marcelin
- Rekle
- Rząśnia
- Stróża
- Suchowola
- Kolonia Suchowola
- Zielęcin
- Żary

## Sousední gminy
Kiełczygłów, Pajęczno, Rusiec, Sulmierzyce a Szczerców.